# Libjó
Libjó es un municipio filipino de quinta categoría, situado en la isla de Dinágat adyacente a la de Mindanao en su costa nordeste. Forma parte de  la provincia de Islas Dinágat situada en la región administrativa de Caraga. Para las elecciones está encuadrado en el Primer Distrito Electoral.

## Geografía
Municipio situado 14 km al norte  de la ciudad de San José,  capital de la provincia.
Su término linda al norte con el de Tubajón, en la bahía de Laganán; al sur con los de Basilisa y de Cagdayánao; al este con el seno de Dinagat: y al oeste con el estrecho de Surigao, donde se abren las bahías de Libjó y de Dayhangán.

### Comunicaciones
Un barco procedente de la ciudad de Surigao se detiene en los dos muelles de la isla, Tubajón en el norte y Cagdayánao en el sur.  La duración del trayecto es 30 a 45 minutos. Desde cualquiera de los dos podemos acceder por la carretera que comunica Cagdayánao con Santiago, barrio de Loreto, al centro de la isla donde se encuentra el bario de Rosita, unos 40 km al norte de Cagdayánao y el de Bolod-Bolod, 14 km al sur de Santiago.

### Barangays
El municipio  de Dinágat se divide, a los efectos administrativos, en 16 barangayes o barrios, conforme a la siguiente relación:
| - Albor (Población) - Arellano (Madrid) - Bayanihán - Doña Helen | - García - General Aguinaldo (Bolod-bolod) - Kanihaán - Llamera | - Magsaysay - Osmeña - Plaridel - Quezón | - Rosita - San Antonio (Población) - San José - Santo Niño |

## Historia
El actual territorio de las Islas de Dinatagat  fue parte de la provincia de Caraga durante la mayor parte del Imperio español en Asia y Oceanía (1520-1898).
Así, a principios del siglo XX la isla de Mindanao se hallaba dividida en siete distritos o provincias.
El Distrito 3º de Surigao, llamado hasta 1858  provincia de Caraga, tenía por capital el pueblo de Surigao e incluía la  Comandancia de Butuan.
Uno de sus pueblos era Dinágat de 6,228 almas, con las visitas de Nonoc, isla en el municipio de Surigao; Loreto; Libjó; Cagdayánao; y Melgar,  en el municipio de Basilisa.

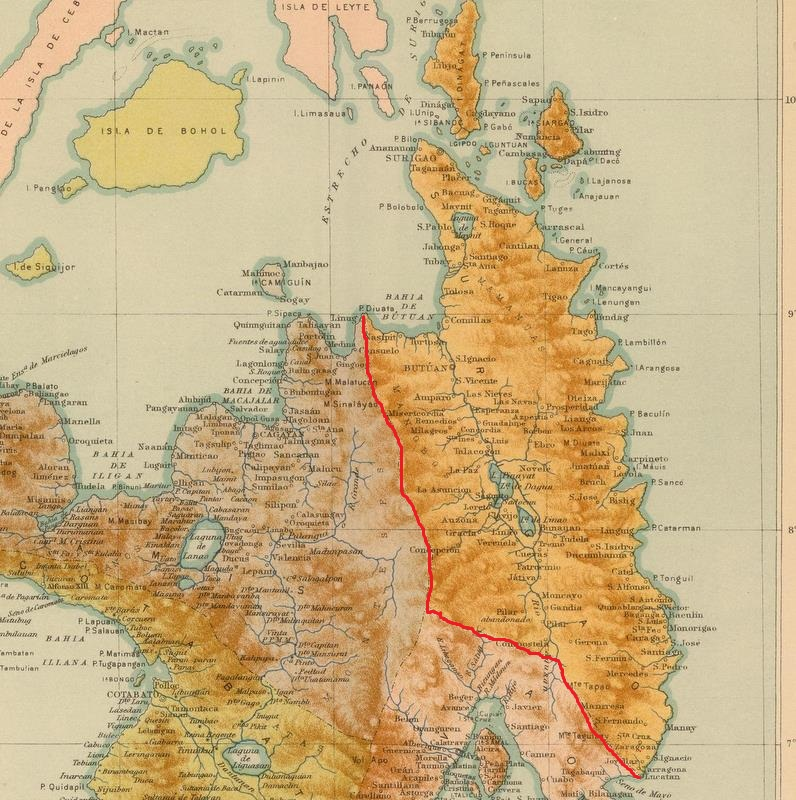
Provincia de Surigao en 1899.

Durante la ocupación estadounidense de Filipinas  fue creada la provincia de Surigao, siendo Loreto  uno de sus 14  municipios . En 1904 muchos municipios  se convirtieron en barrios de modo que esta provincia  retuvo sólo el de  Loreto, pasando Libjó a convertirse en un barrio de este municipio.
El 18 de septiembre de 1960 la provincia de Surigao fue dividida en dos: Surigao del Norte y Surigao del Sur.
Las nueva provincia de Islas Dinagat fue creada el 2 de diciembre de 2006.
Hasta entonces formaba parte de la provincia de Surigao del Norte.